# Róza Déryné Széppataki
Róza Déryné Széppataki (23. prosince 1793 Jászberény – 29. září 1872 Miskolc) byla první významná maďarská operní pěvkyně, sopranistka a herečka.

## Život
Rodiče ji poslali do Pešti, aby se naučila německy, ale Róza se začala zajímat o herectví a dokonce debutovala ve školní hře. V roce 1810 již hrála v divadle, hrála dámu v Hamletovi. V roce 1813 se vdala, ale nevyšlo to, žili odděleně. Později hrála v Egeru a Miskolci, poté úspěšně hrála v Transylvánii. Vystupovala téměř ve všech tehdejších maďarských městech. Překládala také do maďarštiny různé divadelní hry.
V roce 1847 se s jevištěm rozloučila a vrátila se ke svému manželovi, s nímž žila v domě vedle zámku Diósgyőr. Její manžel, István Déry zemřel v lednu 1862 a Róza Déryné se přestěhovala do domu své sestry Johanny v Miskolci. Zde psala své paměti.

## Zajímavosti

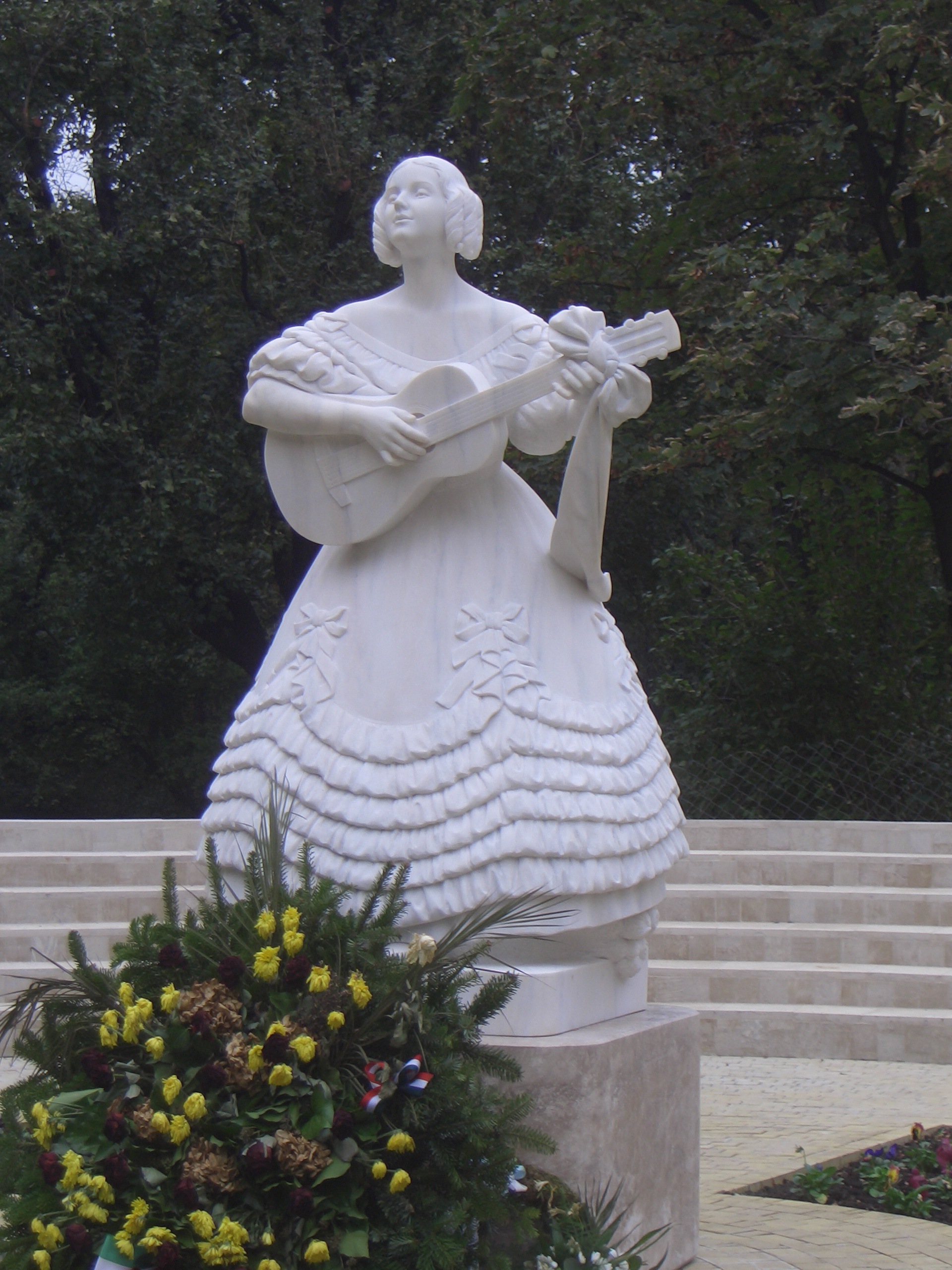
Narodila se jako Schenbach Rozália. Jako herečka používala jméno Széppataki Róza. Jejím manželem byl István Déry, a tak přijala i jeho manželské jméno. Podle maďarského pravopisu se pak za manželovo jméno přidává gramatický prvek „né“.
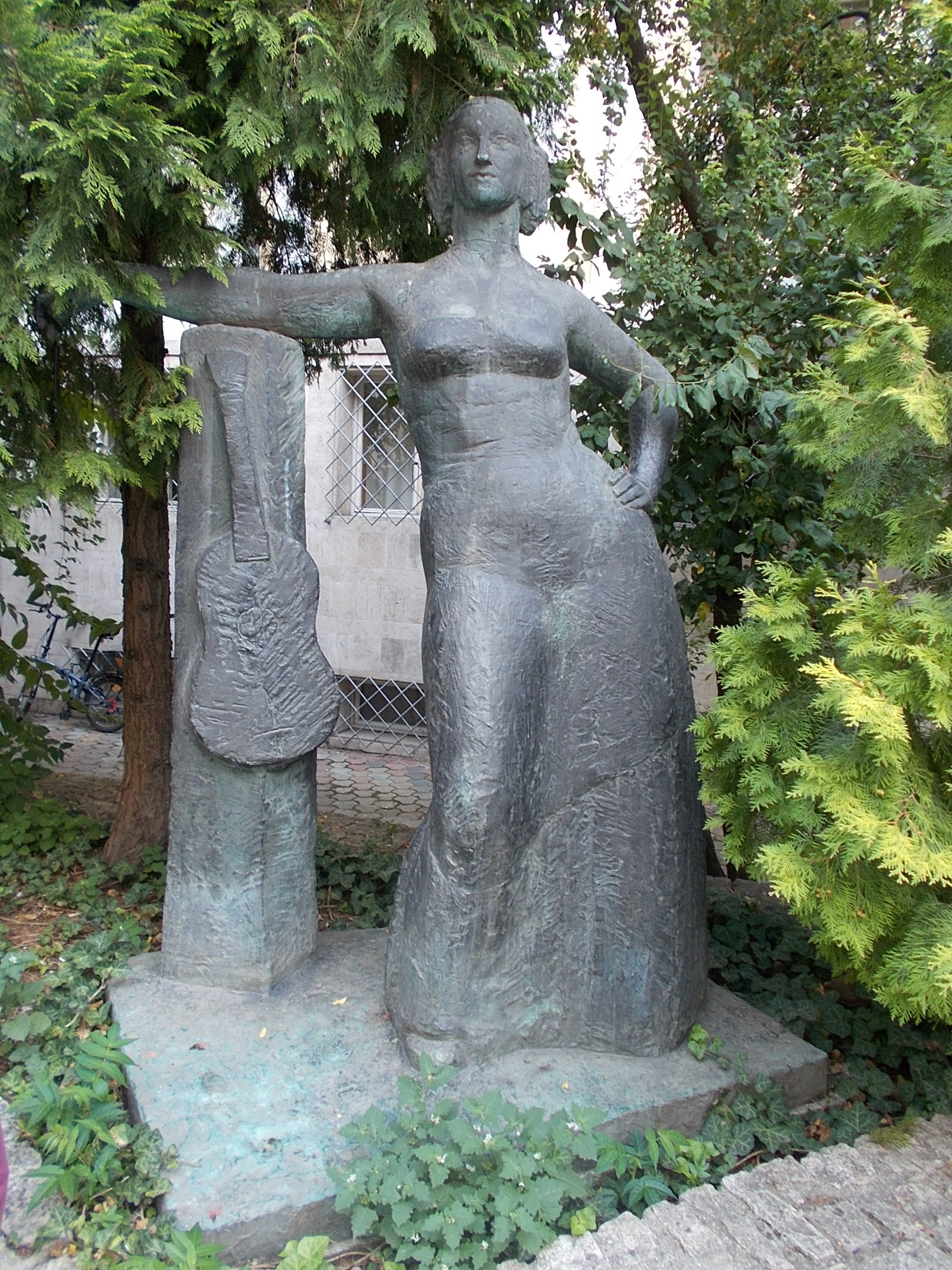
V roce 1951 byl podle jejího deníku natočen hraný film.  - Socha Déryné v Budapešti
  - Socha Déryné v Miskolci